# Museo storico della città di Lipsia
Il Museo storico della città di Lipsia è un museo diffuso, in diverse sedi, che raccoglie, documenta e presenta, nelle sue collezioni, oggetti, informazioni e contesti della vita cittadina, dallo sviluppo della città nell'alto medioevo fino ai giorni nostri. Con circa 492.000 visitatori all'anno (alla fine del 2019) il museo è uno dei luoghi più famosi di Lipsia.
Intorno alle posizioni centrali del Vecchio municipio e della casa Böttchergäßchen (chiamata il nuovo edificio fino al 2014) si trova l'anello dei musei tematici decentralizzati. Questi includono il Völkerschlachtdenkmal e il FORUM 1813, la Schillerhaus a Lipsia-Gohlis, il Museum Zum Arabischen Coffe Baum, l'Alte Börse e il Museo dello sport (attualmente senza una mostra permanente).

Übersicht der Einzeleinrichtungen
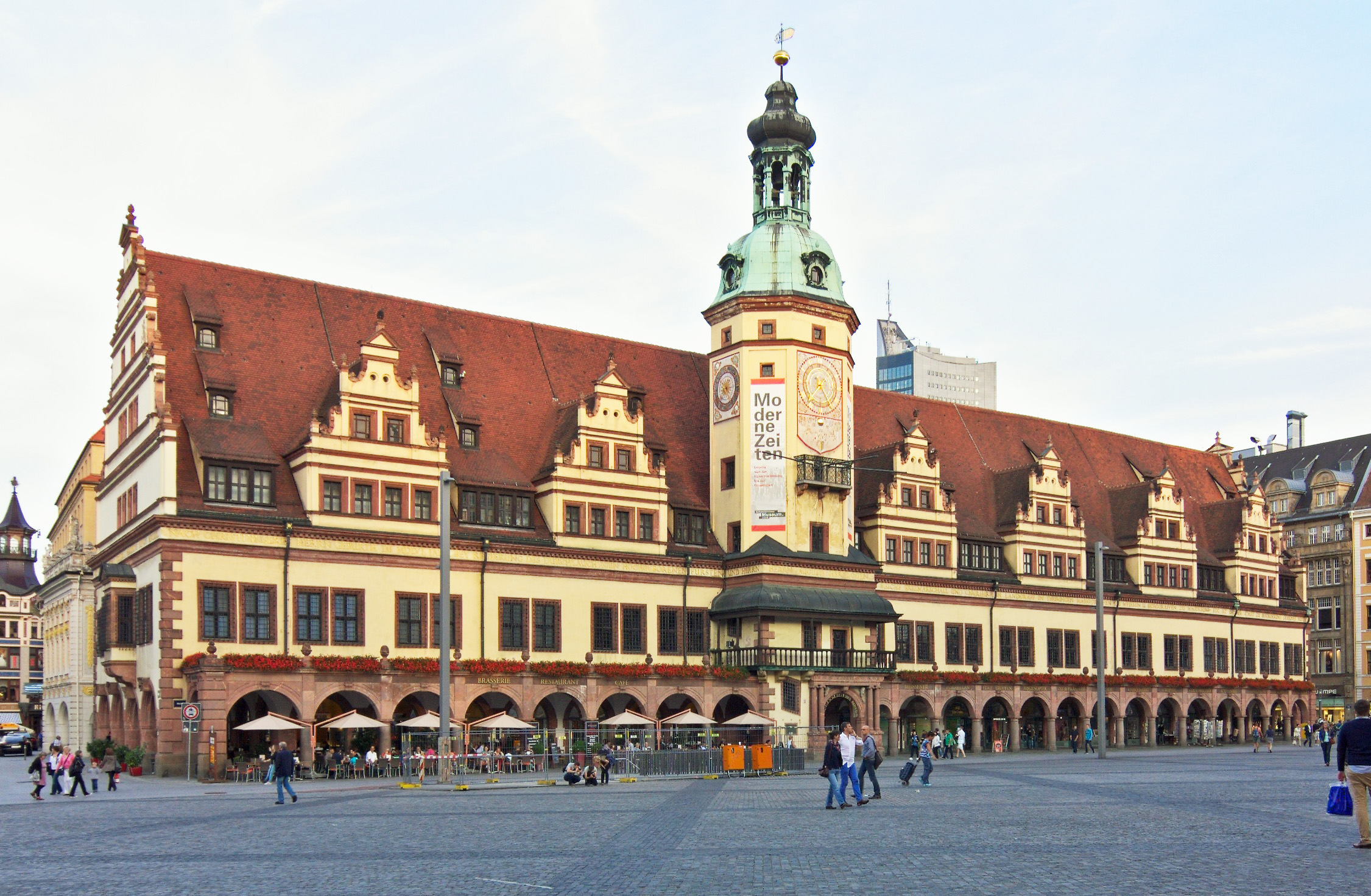
Municipio della Città Vecchia
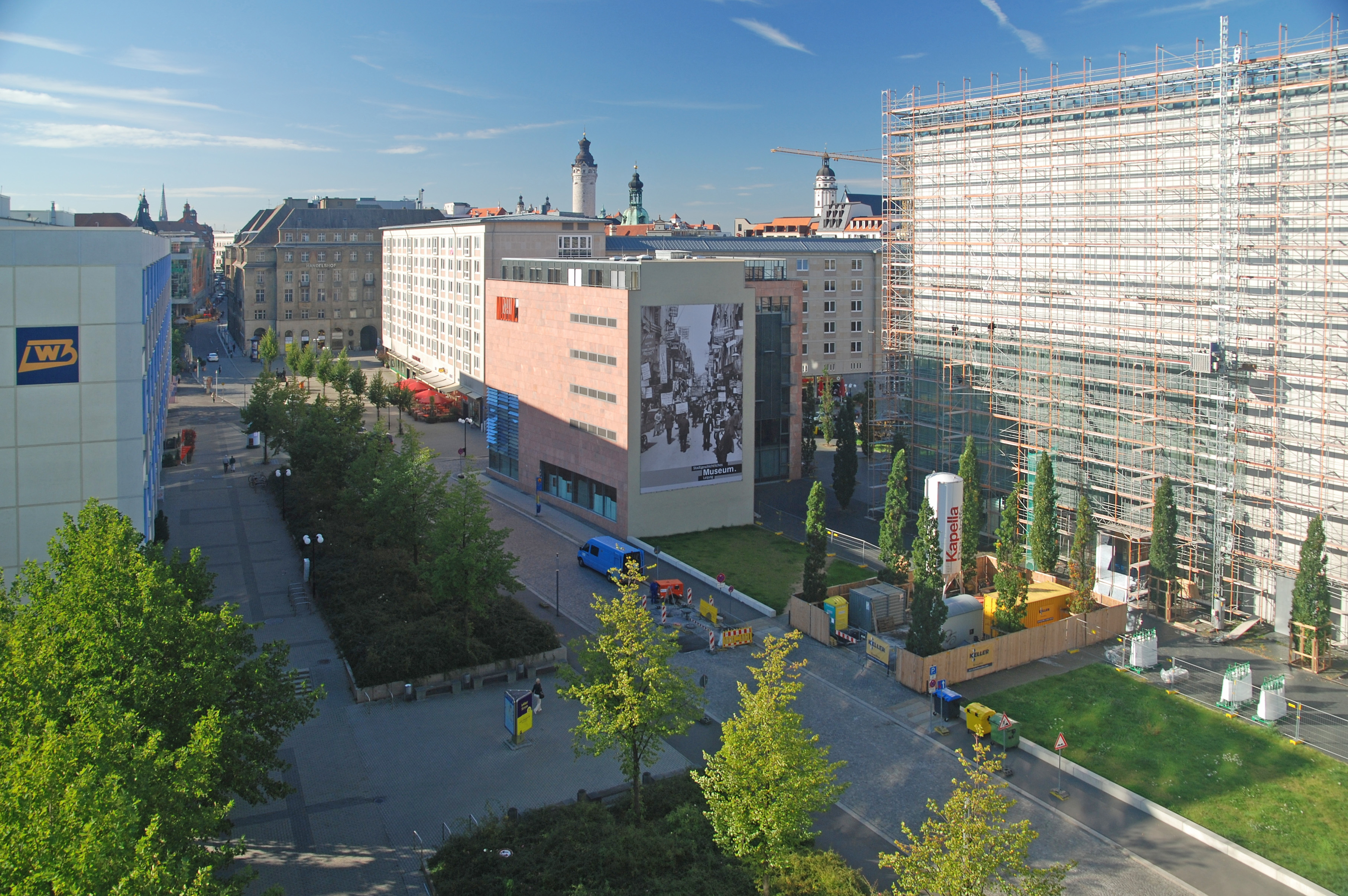
Casa Böttchergäßchen
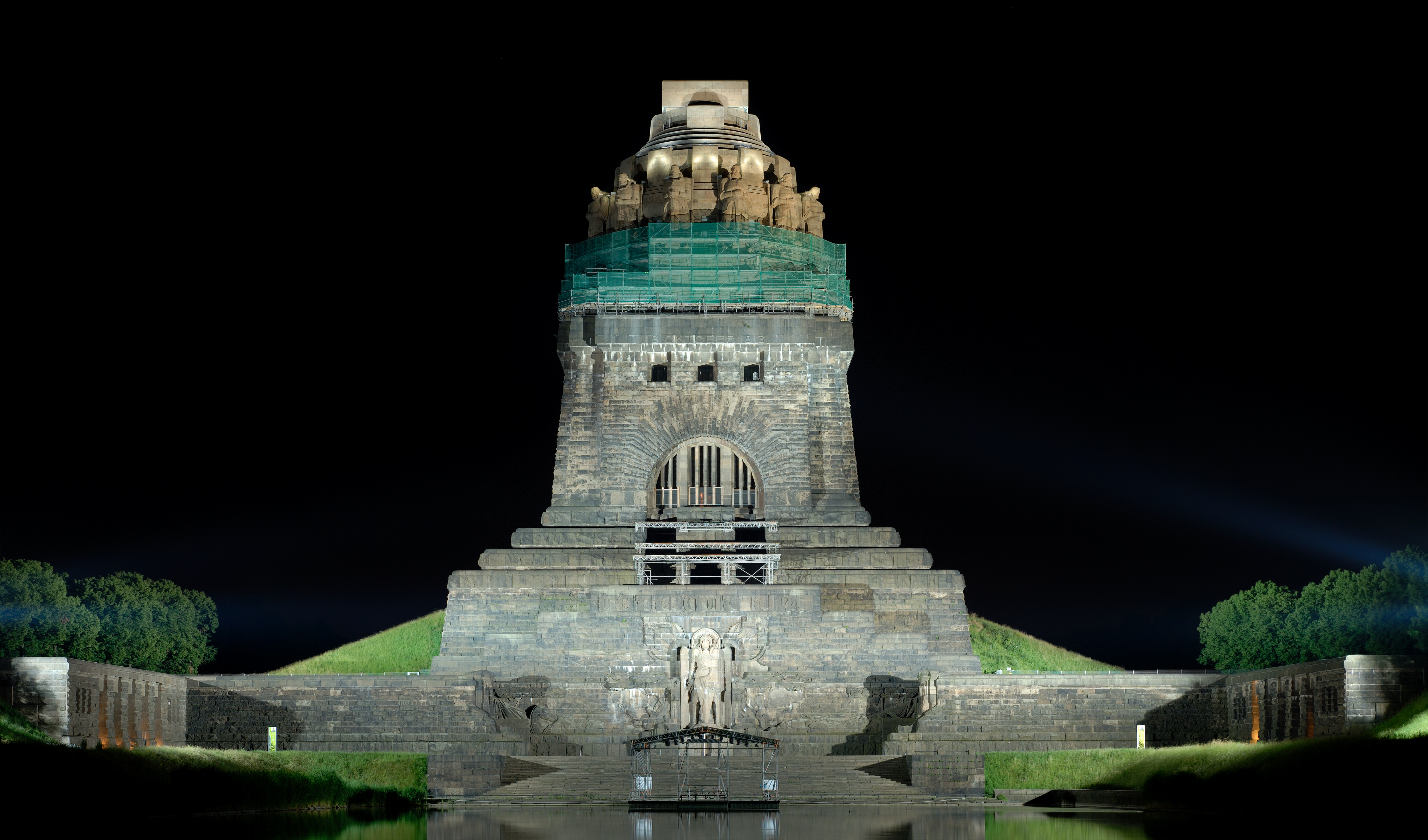
Monumento alla Battaglia delle Nazioni
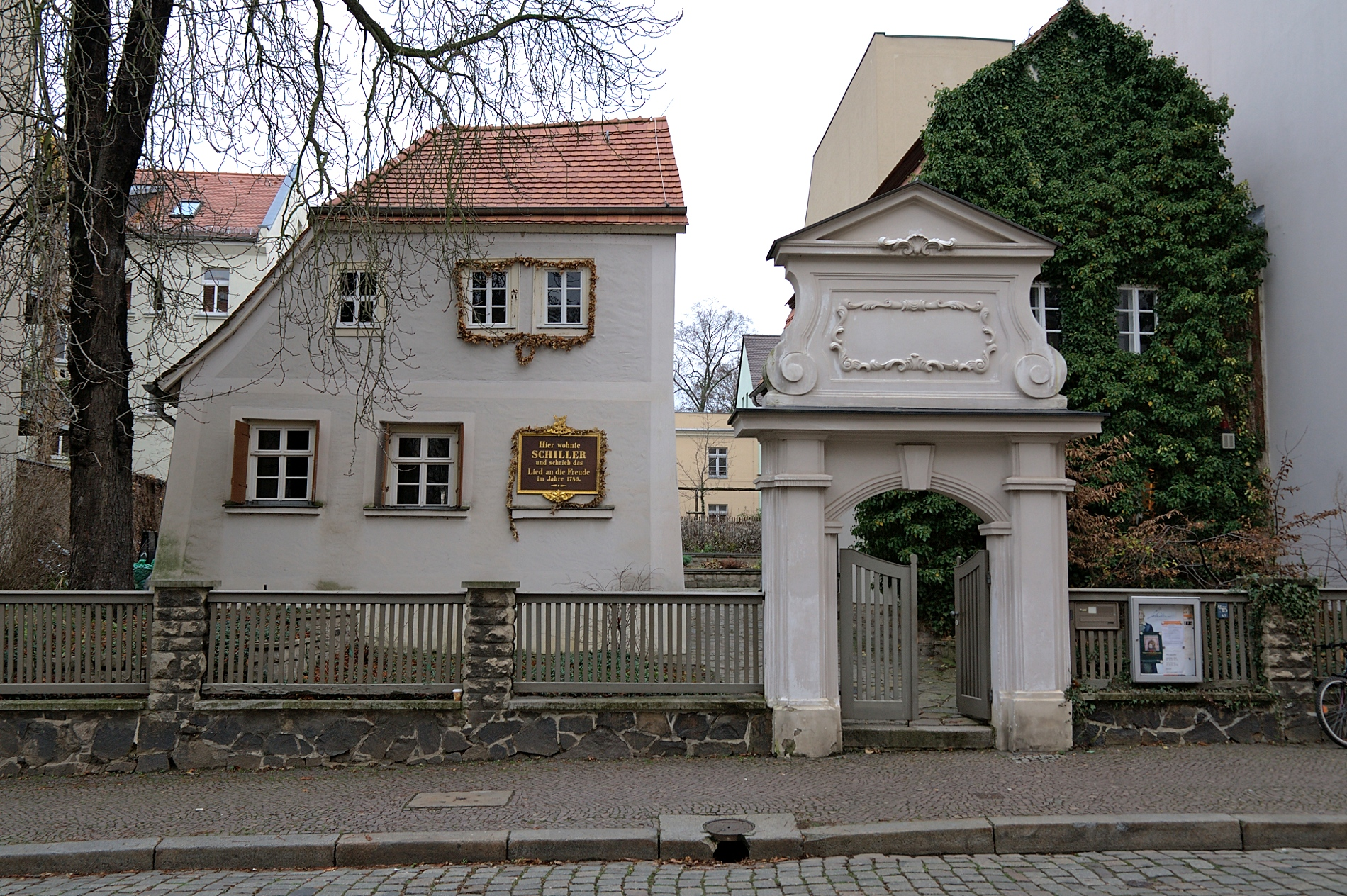
Schillerhaus
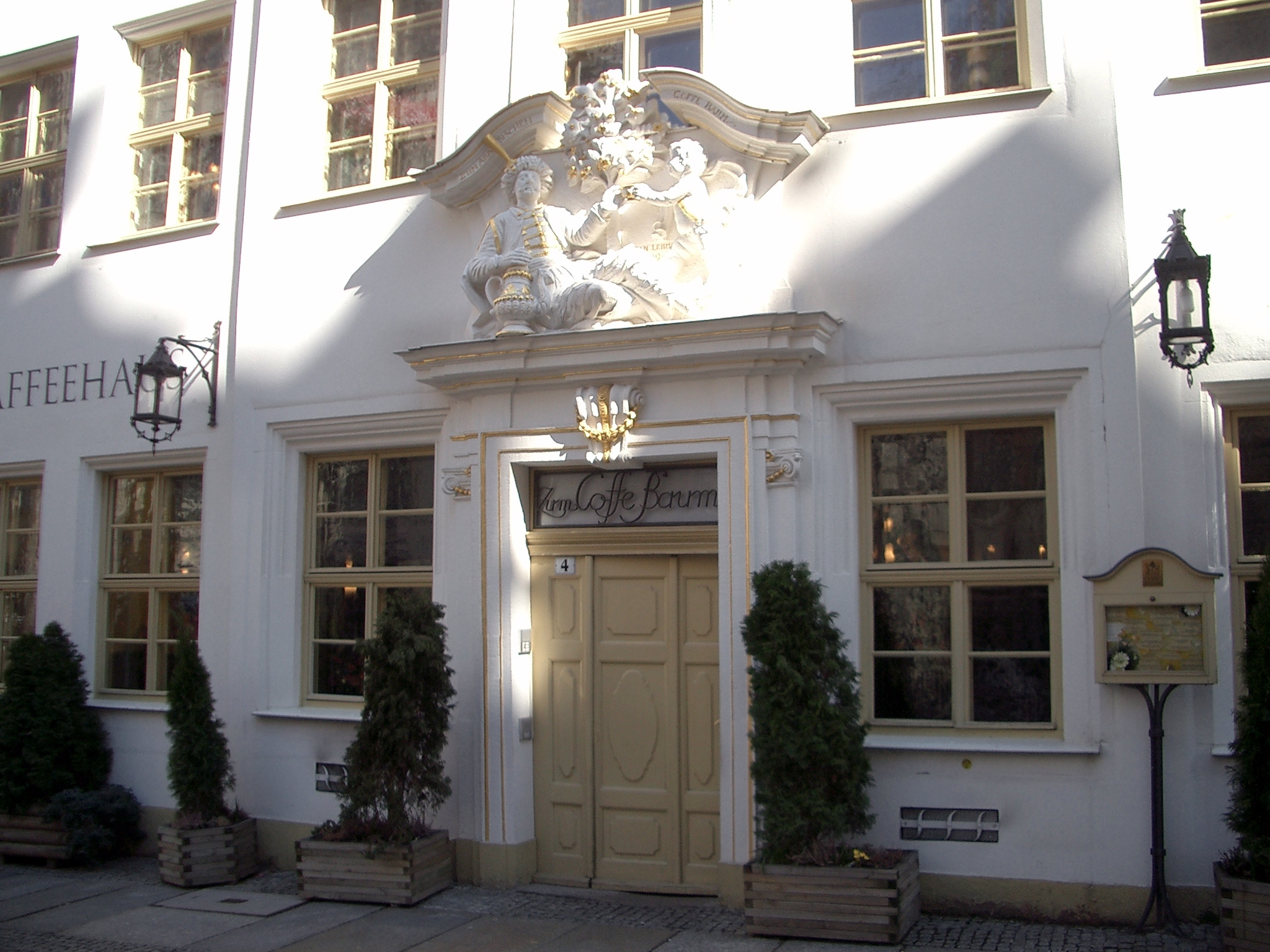
Museum Zum Arabischen Coffe Baum
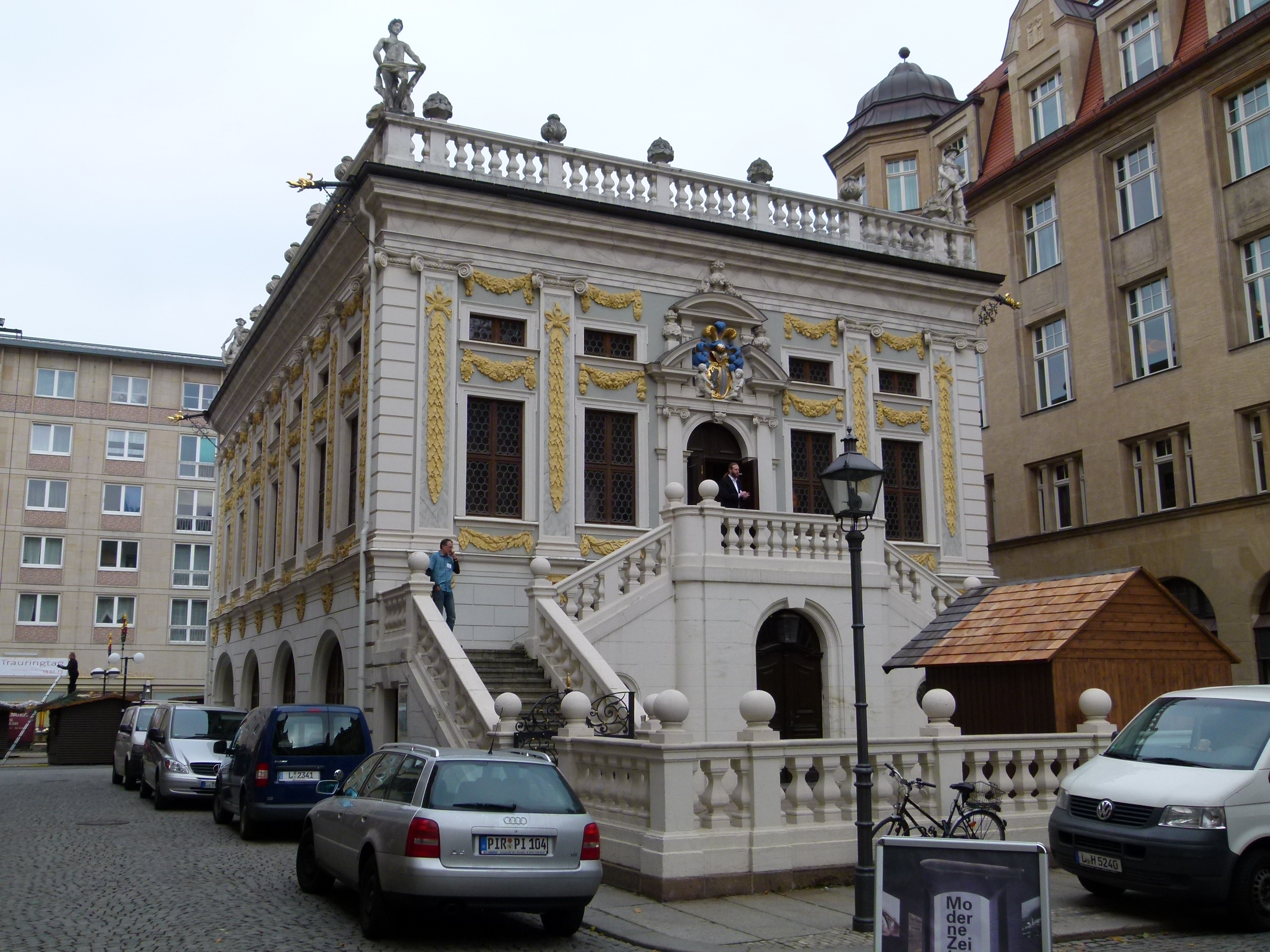
Vecchia Borsa

## Storia[1]
Nel 1867 fu fondata l'Associazione per la storia di Lipsia, i cui obiettivi principali, oltre alla ricerca sulla storia della città, erano la conservazione dei monumenti storici e l'installazione di targhe commemorative su importanti edifici della città. In relazione a diverse pubblicazioni dell'associazione e dei suoi membri, negli anni successivi vennero raccolte numerose testimonianze sulla storia della città. Le collezioni crebbero così rapidamente che, per mancanza di spazio, nel 1873 fu necessario cambiare per la terza volta la sede: a questo punto furono catalogati circa 5600 oggetti. Nello stesso anno l'associazione acquisì la preziosissima collezione libraria del cittadino di Lipsia, Johann Cornelius Maximilian Poppe, i cui circa 5000 volumi costituiranno in seguito la base della biblioteca del Museo di Storia della città.
Nella nuova sede dell'associazione storica, l'Alten Johannishospital, fu inaugurata, nel 1889, una mostra in dodici sale, che esponeva ai visitatori interessati una selezione delle collezioni.
Il 18 dicembre 1906, l'associazione decise di consegnare le sue collezioni alla città di Lipsia per il nuovo Museo di storia della città. La sua costruzione fu consigliata, nel 1885, da Gustav Wustmann, che nel 1903 concretizzò la sua proposta di ospitare il museo al secondo piano del vecchio municipio.
Nel novembre 1908, il consiglio comunale di Lipsia decise che il Vecchio municipio, ricostruito dal 1906 al 1909, doveva fungere da museo di storia della città. Dopo il completamento della ristrutturazione, nell'estate del 1909, ebbe luogo una prima mostra speciale sul 500º anniversario dell'Università di Lipsia, sebbene fosse ancora organizzata dal museo municipale delle arti e dei mestieri. Dopo che le collezioni dell'associazione storica furono trasferite al Vecchio municipio, alla fine del 1909, fu istituito un ufficio e la direzione del museo fu affidata ad Albrecht Kurzwelly, che era stato fino ad allora vicedirettore del Museo di arti applicate. La sua idea che le collezioni non debbano essere disposte cronologicamente ma tematicamente è ancora largamente valida oggi.
Le collezioni esistenti vennero integrate da oggetti provenienti dalla Biblioteca comunale, dal Museo di arti applicate, dal Museo di belle arti e dal Museo di etnologia. L'inaugurazione ufficiale del Museo di storia della città avvenne alla fine del 1911. L'11 dicembre venne inaugurato il piano nobile del vecchio municipio comprensivo della sala da ballo con relativa esposizione, e dal 12 giugno 1916 fu aperto il primo piano.
Il successore di Kurzwelly, dal 1918, fu lo storico politicamente liberale, pubblicista e fino al 1938 presidente della società storica, Friedrich Schulze, che guidò il museo attraverso il periodo della Repubblica di Weimar e del nazionalsocialismo fino al 1945. Un furto suscitò scalpore internazionale nel 1937. In ottobre sparì il dipinto di piccolo formato Mosè con le tavole della legge, di Lucas Cranach il Vecchio, rimosso dal telaio e rubato. Il giorno dopo, l'immagine venne scoperta in un cestino per i pacchi da spedire nell'ufficio postale della stazione centrale di Lipsia, l'autore o gli autori non sono mai stati identificati.
Nel 1938/1939 l'amministrazione e la biblioteca del museo si spostarono a sinistra dell'ingresso lato mercato al piano terra, che in precedenza era stato utilizzato per attività private, dopo i lavori di ristrutturazione. Nell'estate del 1943, a causa della guerra, gran parte delle collezioni furono trasferite in varie località, entro un raggio di 50 chilometri da Lipsia. Dopo un pesante bombardamento, il 4 dicembre 1943 bruciò l'ultimo piano e la torre del vecchio municipio, ma rimase intatto il salone da ballo al piano nobile e gran parte delle collezioni.
Dal 1946 al 1950 il vecchio municipio fu ricostruito tra i primi edifici pubblici della città, e in questo periodo vi furono solo mostre minori. La riapertura ufficiale avvenne nel maggio 1952, sei anni dopo quella della biblioteca del museo al piano terra come biblioteca specialistica di storia urbana.
Nel 1960 ci fu la fusione con il Museo per la storia del movimento operaio, che era ospitato nell'ex Museo Georgi-Dimitroff nei locali dell'edificio della Corte Imperiale. Un anno dopo, attraverso la fusione di diverse istituzioni, venne creato il Museo per la storia della città di Lipsia, noto anche come Museumskombinat dall'inizio degli anni 1970. Comprendeva il Museo di storia della città, la Casa Schiller, il Völkerschlachtdenkmal, il Memoriale di Lenin (Rosa-Luxemburg-Strasse 19-21), il Memoriale dell'Iskra (Russenstrasse 48) e il Memoriale di Karl-Liebknecht (Braustrasse 15).
La Vecchia Borsa venne adibita ad ospitare il Museo di storia della città nel 1963. Nell'ottobre 1963 fu inaugurato il padiglione espositivo per la Battaglia delle Nazioni nel Wilhelm-Külz-Park. Nel periodo successivo, la mostra permanente nel Palazzo della Città Vecchia, estesa al piano superiore, venne continuamente ampliata negli anni 1970, accompagnata da numerose mostre speciali. Nel 1973 la mostra al primo piano, che si occupava della storia della città dal 1917 al 1961, fu ufficialmente aperta al pubblico con il nome di Lipsia - ieri - oggi - domani.
Il museo dello sport come struttura aggregata è stato aperto nel 1977, nel 1980 è stata costituita la Göschenhaus a Grimma (tornata a Grimma nel 1996).
Dal 1988 al 1990 la mostra permanente nel vecchio municipio è stata chiusa per il sovraffollamento dei depositi e difficoltà strutturali nell'ambito dei lavori di ristrutturazione dell'edificio.
La riapertura è avvenuta nel 1990 con il vecchio nome Stadtgeschichtliches Museum Leipzig. Al secondo piano del vecchio municipio sono stati creati locali di lavoro e deposito per il personale del museo, nonché un'area per mostre speciali. A quel tempo, la direzione, l'amministrazione e la fototeca erano ubicate accanto alla biblioteca al piano terra dell'edificio. Nel 1991 sono stati chiusi i memoriali di Iskra e Lenin, contemporaneamente la Torhaus Dölitz (con una mostra di figure culturali e storiche di latta, consegnata nel 1998) e gran parte delle collezioni dell'ex Museo Georgi Dimitroff sono state assegnate al Museo. Nello stesso anno furono sospese anche le attività espositive del museo dello sport, la struttura in quanto tale esiste ancora oggi, ma solo come centro di raccolta e documentazione. Il memoriale di Karl Liebknecht è stato chiuso nel 1992.
Oltre alla creazione della documentazione computerizzata centrale del museo, nel 1999 sono stati aperti il museo nell'Arabisches Coffe Baum e il FORUM 1813 nel Völkerschlachtdenkmal.
Un concetto generale di nuova concezione per il museo, che si è concretizzato nel 1995, ha portato infine alla ristrutturazione e al nuovo edificio, inaugurato nel 2004. Nel frattempo, il vecchio municipio è stato ricostruito e modernizzato, dal 2001 al 2002, e la zona del piano terra è stata ceduta per usi esterni al museo. Per questo motivo, la biblioteca e la fototeca, gran parte delle collezioni conservate e il dipartimento di didattica museale hanno dovuto trasferirsi temporaneamente fino all'apertura del nuovo edificio, anche nei locali dell'ex amministrazione distrettuale del Ministero per la sicurezza dello Stato a Matthäikirchhof e nella Grosse Fleischergasse.
Un furto scoperto nel 2016 ha fatto scalpore. Tra il 2011 e il 2016, un ex dipendente del museo ha rubato 576 monete e medaglie, alcune delle quali estremamente rare, dalla collezione numismatica, che sono state offerte e vendute tramite case d'asta e piattaforme di vendita online. Il danno totale risultante è stato di quasi mezzo milione di euro.
Oggi il Museo di storia della città di Lipsia forma una rete di un totale di otto istituzioni, ognuna con un diverso focus tematico. In totale, le collezioni del Museo storico della città di Lipsia contengono attualmente oltre 500.000 oggetti, di cui circa 340.000 possono essere ricercati tramite un database Internet.
L'Associazione per la promozione del Museo storico della città è la Hieronymus Lotter Society, fondata nel 1996. La società che prende il nome dall'architetto e sindaco rinascimentale di Lipsia Hieronymus Lotter sostiene un progetto di restauro, acquisti di oggetti e restyling delle mostre.

## Strutture

### Municipio della Città vecchia

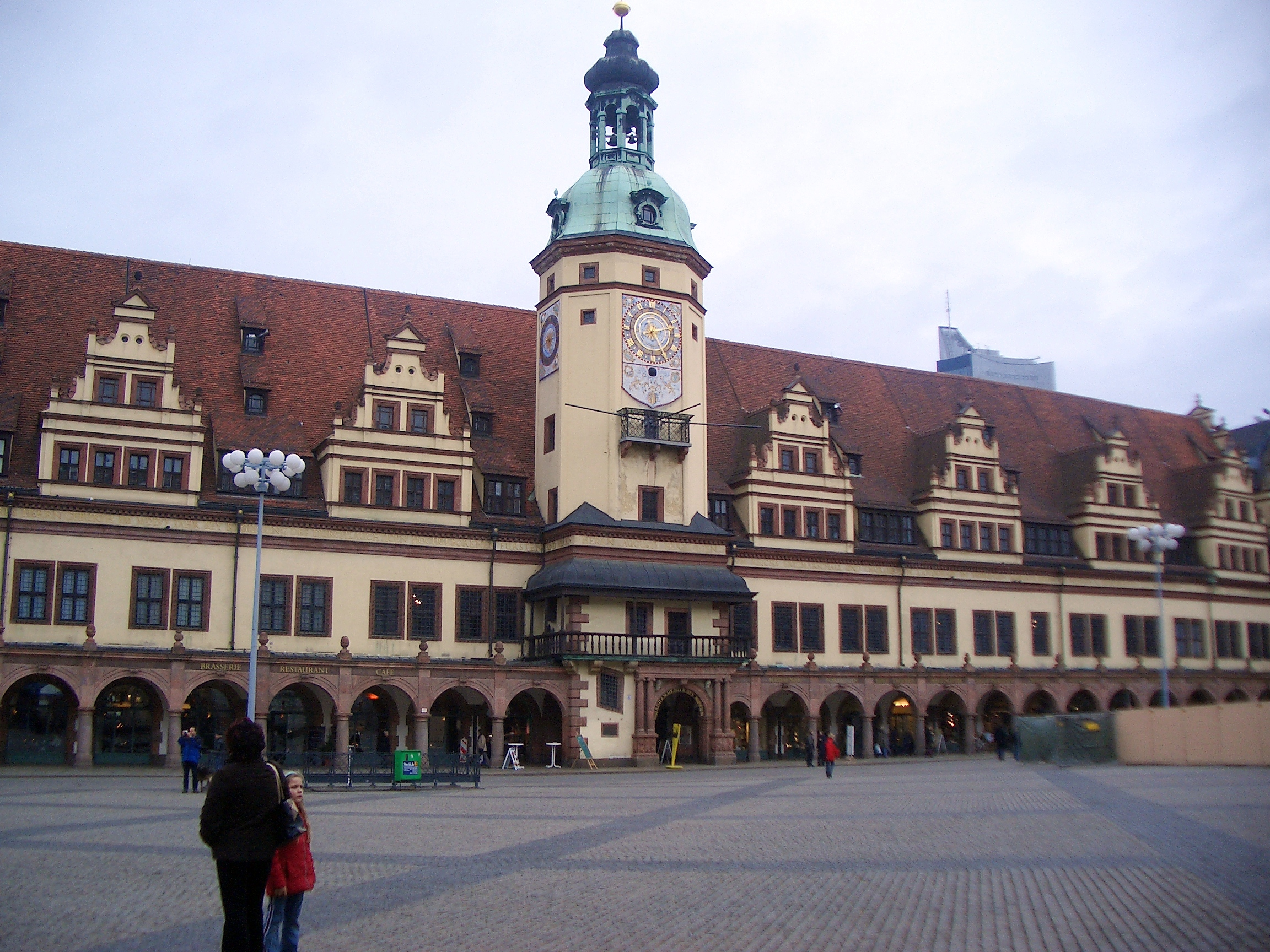
Il Vecchio municipio (vista frontale)

Oltre al nuovo edificio a Böttchergäßchen, il cuore del museo è il vecchio municipio, sulla piazza del mercato, con la mostra permanente centrale sulla storia della città di Lipsia.
La mostra permanente sulla storia di Lipsia, dall'inizio dello sviluppo della città alla Battaglia delle Nazioni nel 1813, può essere vista al piano nobile del Vecchio municipio. Il punto focale di questa zona è la sala da ballo rinascimentale, utilizzata anche per ricevimenti ed eventi culturali, con un plastico di 25 m² che raffigura Lipsia nel 1823. Oltre a due pinacoteche visitabili (ritratti di principi e giudici cittadini), vi si trovano documenti sulla giurisprudenza di Lipsia, tra cui un'edizione manoscritta del Sachsenspiegel del 1461 e numerosi oggetti legati a Johann Christian Woyzeck. A partire dalla sala da ballo, il visitatore del museo arriva ad aree strutturate cronologicamente e tematicamente (protostoria e sviluppo urbano, Medioevo, chiesa e università, Riforma, fiera, barocco, architettura e giardini, vita urbana quotidiana, fioritura culturale, guerra e pace, storia del vecchio municipio, artigianato, musica). Nella parte meridionale del piano nobile si trovano anche la sala del consiglio e l'area con gli oggetti del tesoro di Lipsia.
Al piano superiore, su una superficie di circa 1500 mq, l'11 dicembre 2011 è stata aperta la seconda parte della mostra permanente dal titolo "Tempi moderni. Lipsia dall'industrializzazione al presente". Oltre a una presentazione cronologica dettagliata della storia della città dal 1815 in poi, l'importanza di Lipsia nei settori dei libri, della musica, delle fiere e dello sport è trattata separatamente nei cosiddetti "temi della città". Nel tetto del vecchio municipio c'è una messa in scena della distruzione di Lipsia nella seconda guerra mondiale.
Il retro dell'edificio conduce alle ex strutture sotterranee del vecchio municipio nel seminterrato.

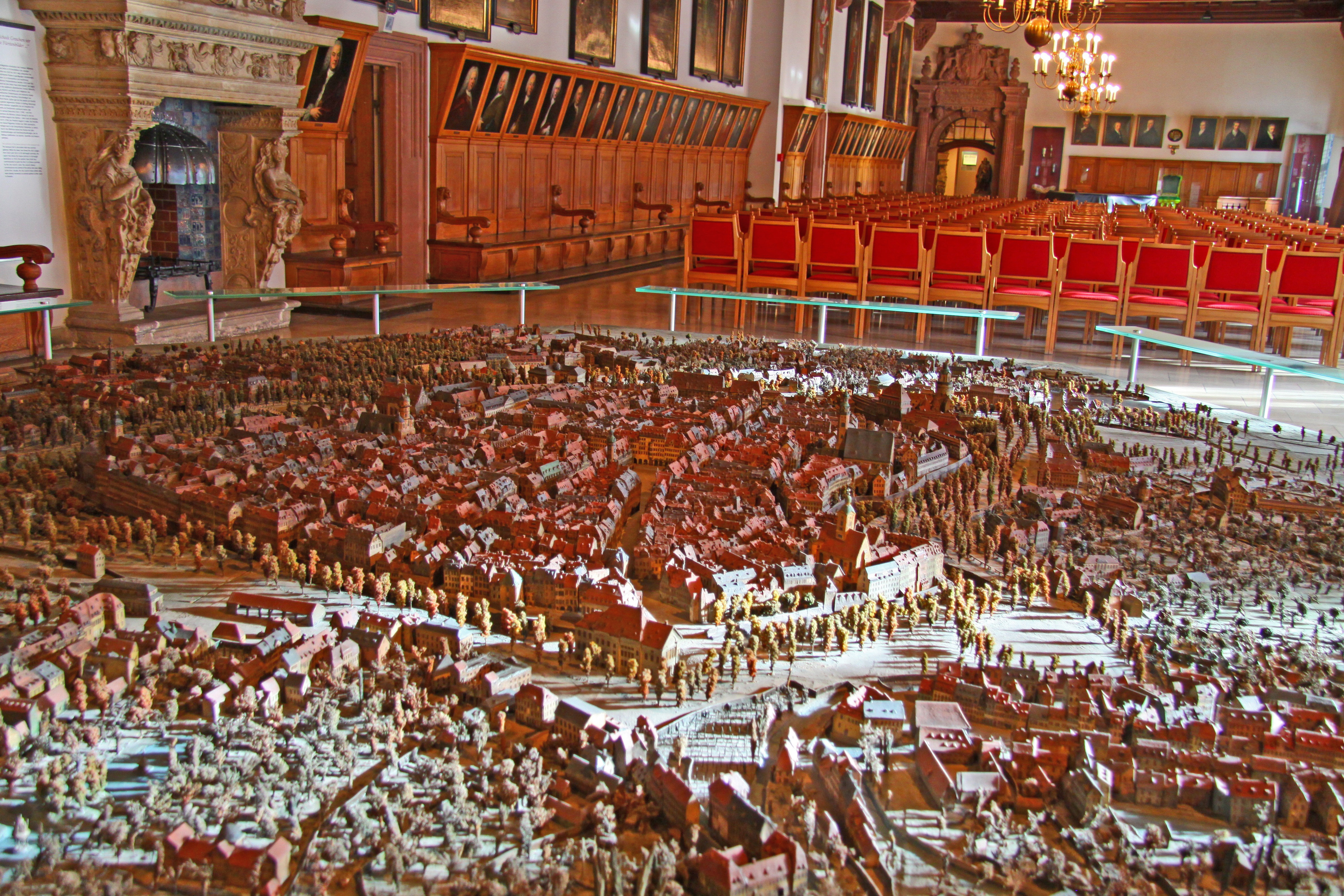
Il modello della città di Lipsia nella sala da ballo
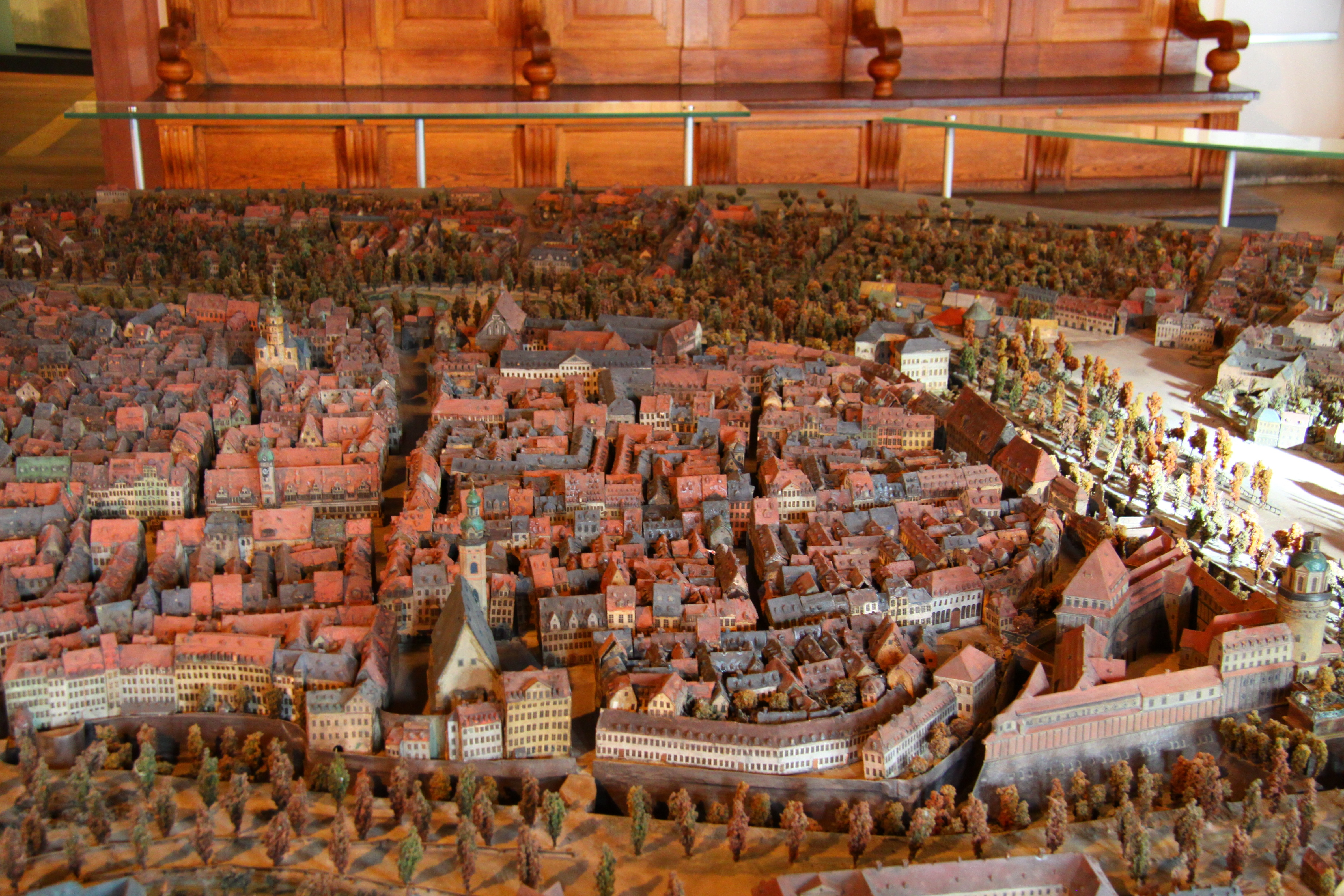
Vista dettagliata del modello della città
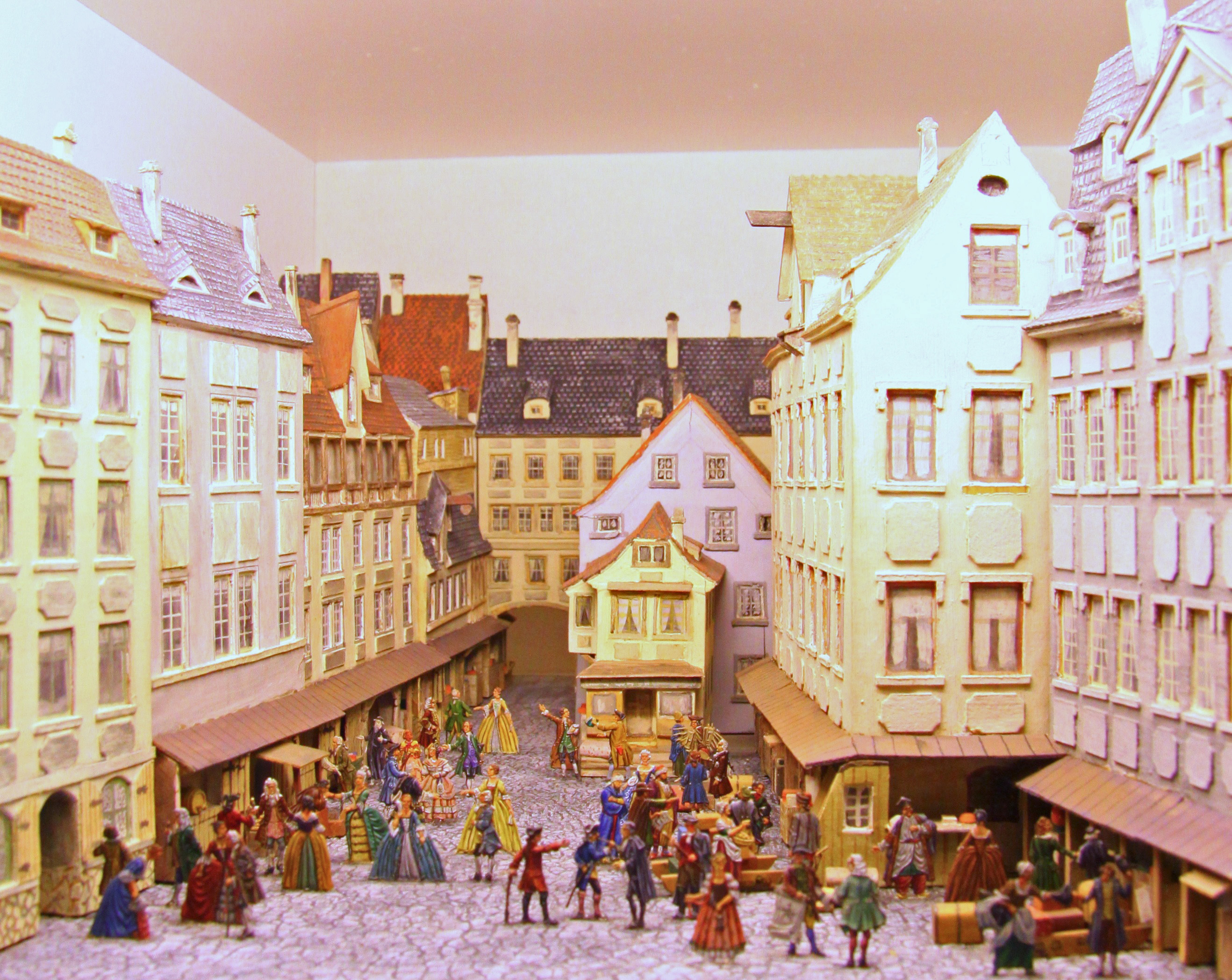
Modello di Lipsia con figure di latta
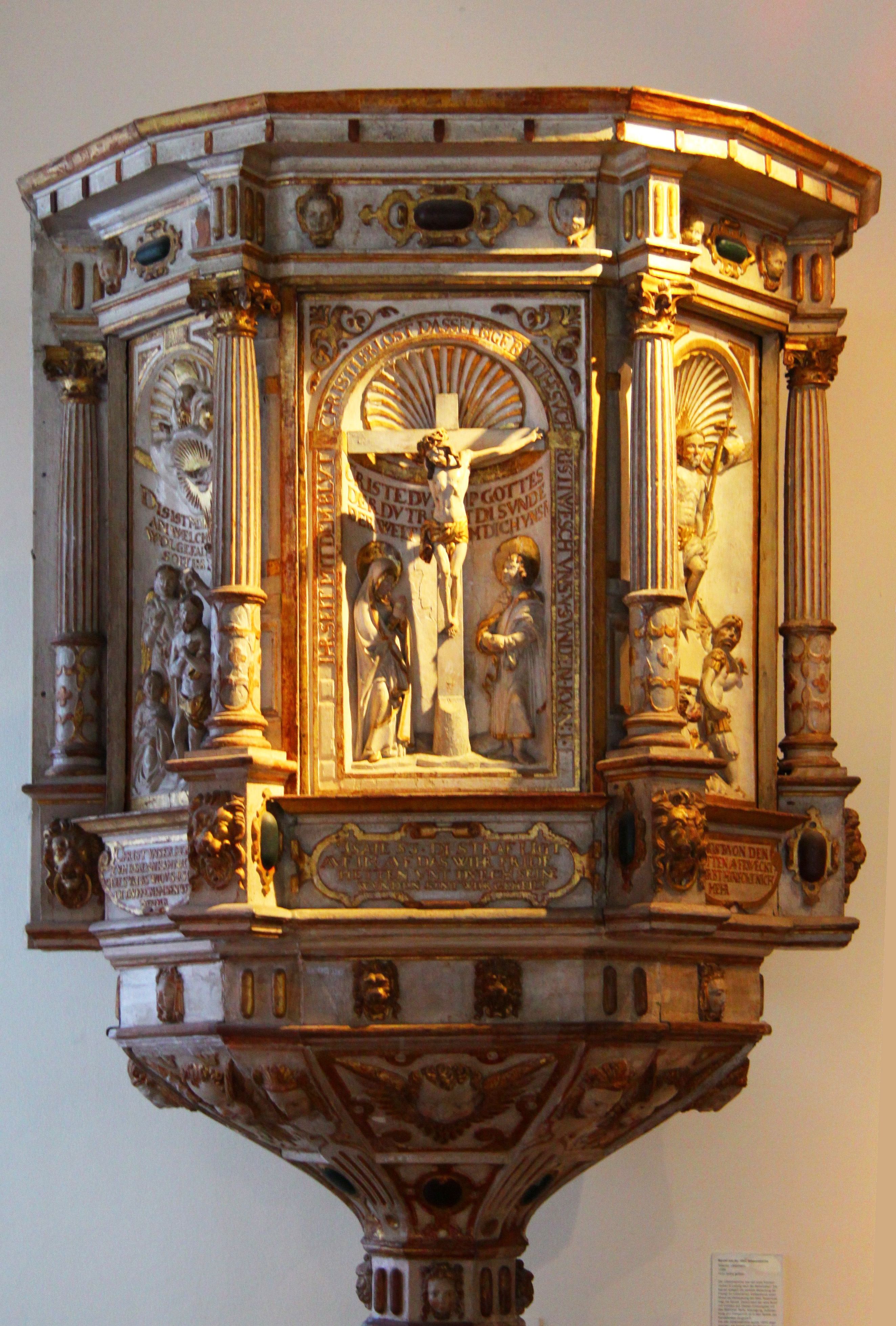
Pulpito della distrutta Johanniskirche
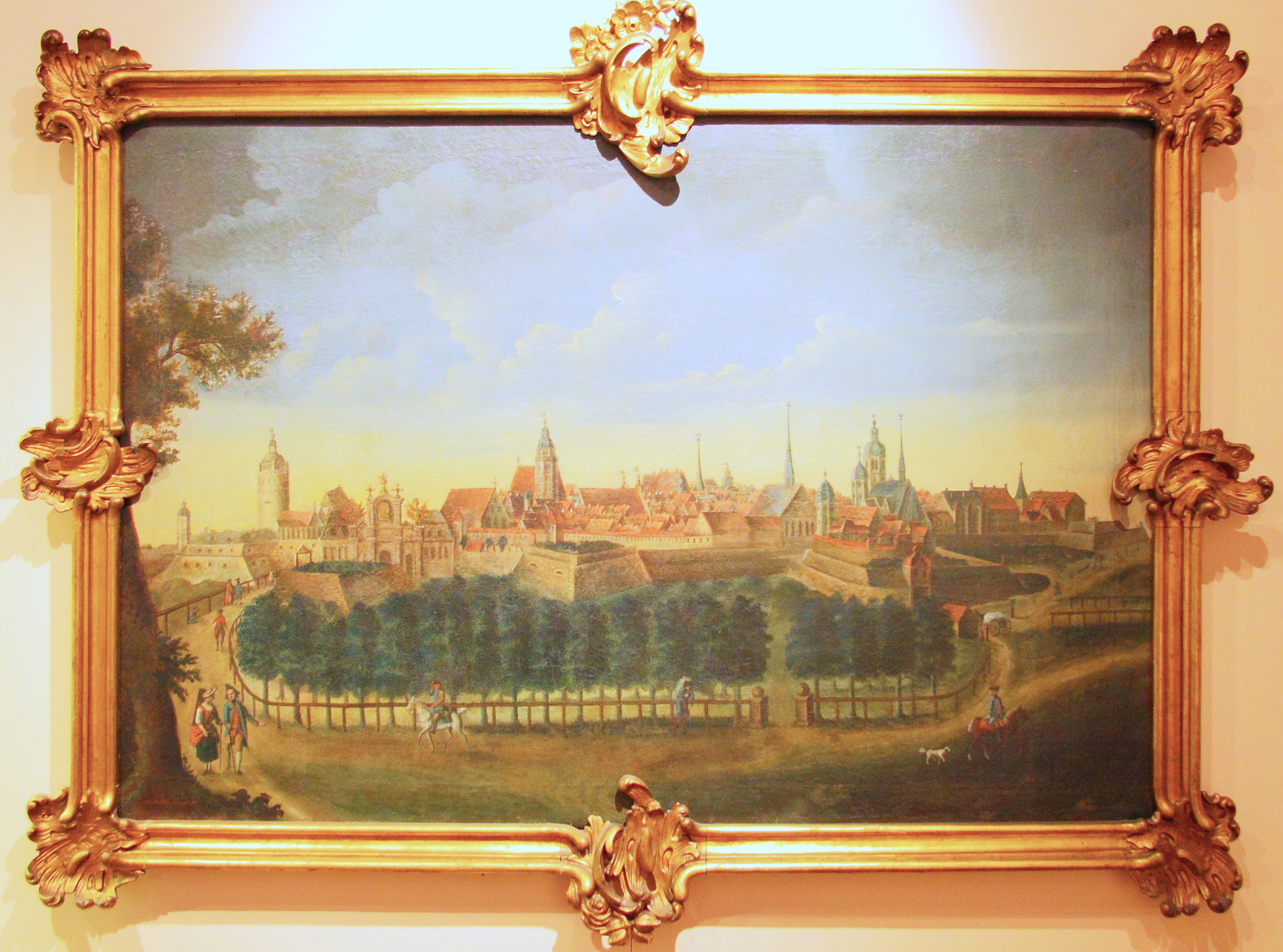
Vista della città del 18 secolo
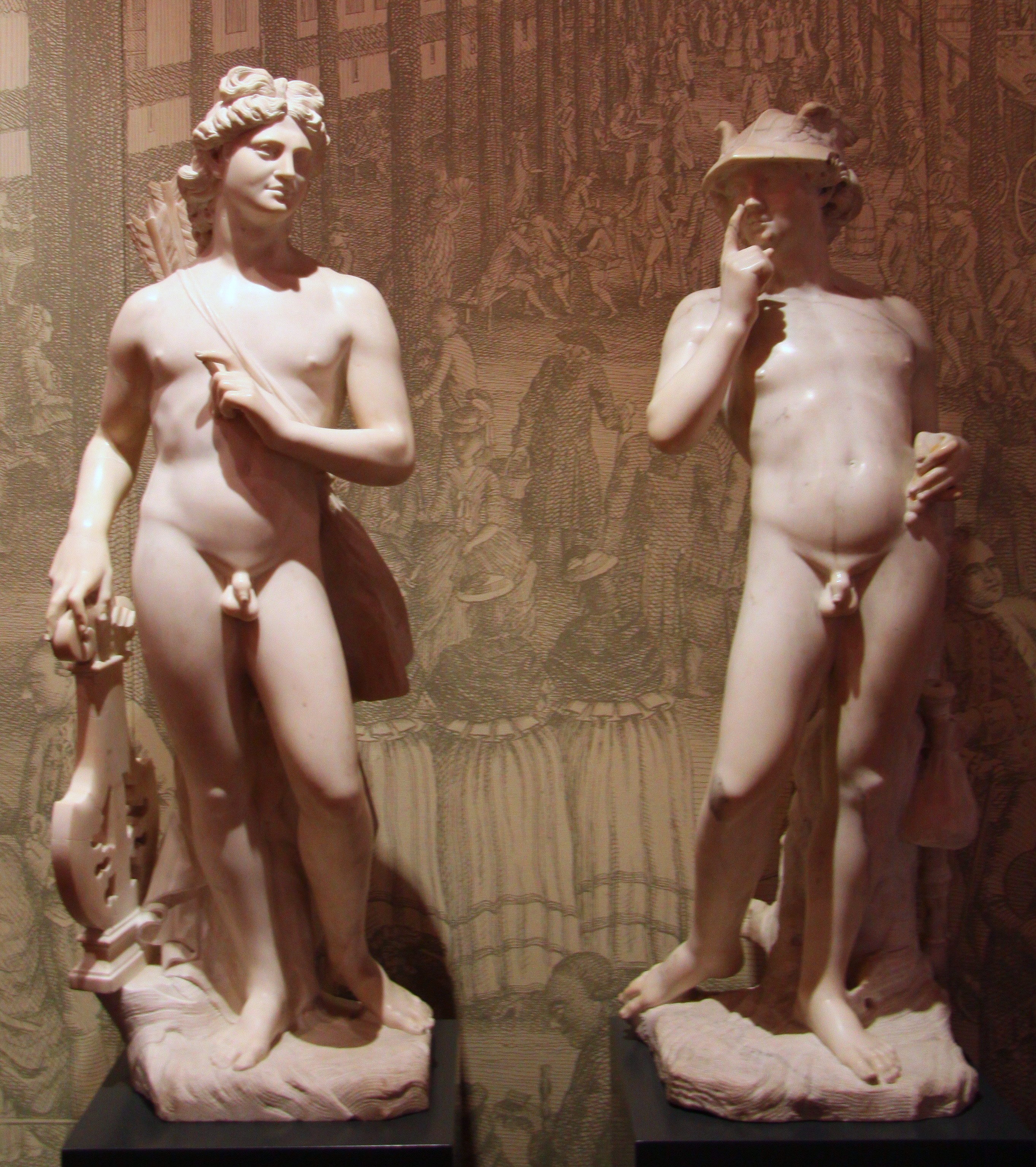
Statue di Apollo e Mercurio

### Casa Böttchergäßchen

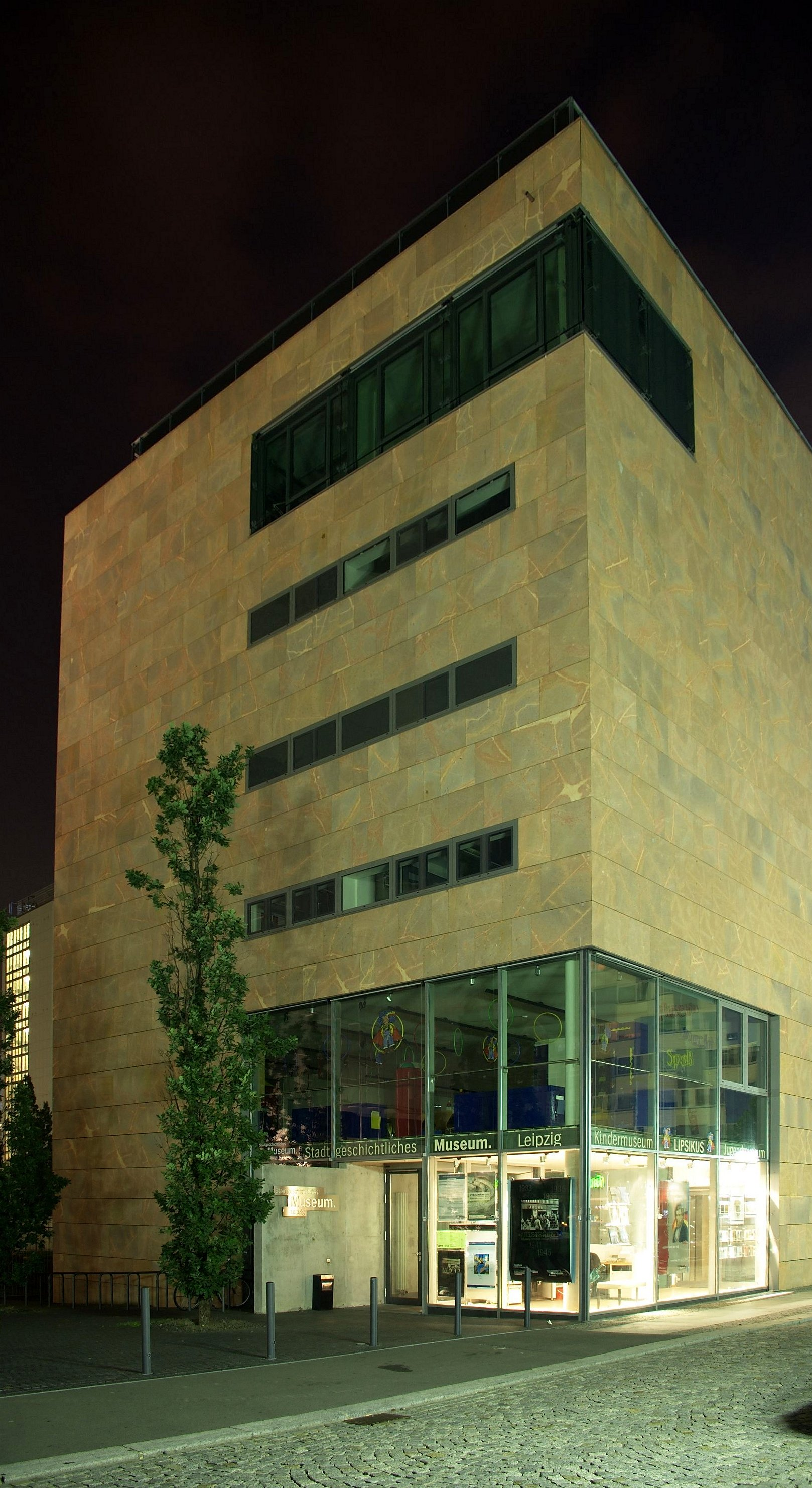
Casa Böttchergäßchen di notte

Il nuovo edificio Böttchergäßchen, inaugurato nel 2004, contiene il foyer, lo studio e i servizi per i visitatori, nonché l'area espositiva speciale, un museo per bambini, una biblioteca e una fototeca, laboratori, nonché la documentazione e l'amministrazione del museo. Il deposito centrale su tre piani (1.900 m²) costituisce il cuore della casa. La facciata in pietra naturale dell'edificio di cinque piani, in porfido rosso di Rochlitz, è aperta verso l'alto da un attico in vetro. Il nome ufficiale nuovo edificio è stato sostituito dal nome Haus Böttchergäßchen alla fine del 2014.

#### Museo dei bambini
Il primo museo per bambini e ragazzi Lipsikus è stato inaugurato nel novembre 2004 con una mostra al piano rialzato della casa Böttchergäßchen. Fino al 2013 ha costituito il centro dell'offerta formativa nel nuovo edificio del Museo storico della città. Oltre alle aree stabilite in modo permanente (ad es. presentazione delle singole strutture del museo, modello tridimensionale della città autoassemblante, teatro per bambini (pupazzi) liberamente utilizzabile, macchina con viste stereoscopiche della vecchia Lipsia, presentazione di collezioni private per bambini), sono state presentate piccole mostre temporanee e si sono svolti eventi. Dopo essere stato temporaneamente chiuso, il Museo dei Bambini è stato riaperto alla fine del 2015 con un nuovo focus. Da allora, il tema di Lipsia come città fieristica e commerciale è stato presentato in una mostra interattiva dal titolo Children Make Fair.

#### Biblioteca
La biblioteca scientifica speciale (inventario di riferimento) comprende circa 140.000 volumi con un focus sulla storia urbana e regionale. Oltre al primo libro verificabile stampato a Lipsia (Giovanni Nannis Glosa Apocalipsim del 1481), i fondi contengono altri incunaboli e stampe antiche, ordinanze comunali dalla fine del XV secolo. Si possono trovare rari scritti del periodo della Riforma e numerose cronache storiche significative a livello regionale. Collezioni speciali che è possibile visionare:
- Battaglia delle Nazioni, Napoleone, Guerre di Liberazione
- Richard Wagner (Collezione Rudolf Hagedorn)
- Storia del movimento operaio tedesco e internazionale (collezione Karl Wiegel dalla biblioteca dell'ex Georgi-Dimitroff-Museum Lipsia)
- Leipziger Zeitung, Leipziger Illustrirte Zeitung (in gran parte completo)[11]
- Varie copie uniche con numerose incisioni su rame rilegate dall'ampia cronaca cittadina di Johann Jacob Vogel Leipzigisches Geschicht-Buch Oder Annales (1714 o 1756)
- la storica biblioteca da camera della Camera di commercio e industria  (in prestito permanente)
- libri storici per bambini e ragazzi dal XVIII secolo (Collezione Heiner Vogel)
- Felix Mendelssohn Bartholdy (Collezione Rudolf Elvers)
- Showmen e note carte del XVIII e XIX secolo

#### Fototeca
Con circa 105.000 oggetti, la fototeca è una delle grandi aree di raccolta del Museo di storia della città. Vi si trovano:
- Collezione Bertha Wehnert-Beckmann (83 dagherrotipi, 3.500 negativi su vetro, stampe su carta)
- Collezione Hermann Walter (4.000 negativi su vetro e stampe d'epoca sulla storia urbana e architettonica di Lipsia dal 1870 al 1909)
- 220 tavole negative originali di Hermann Vogel (monumenti di Lipsia e vedute della città intorno al 1900)
- Collezione di Johannes Widmann (1877 negativi, focus sulla distruzione e ricostruzione di Lipsia intorno al 1945)
- Raccolta per la rivolta popolare del 17 giugno 1953 a Lipsia
- Collezione dell'ex museo sulla storia del movimento operaio
- Fotografie degli eventi di Lipsia nell'autunno 1989[12]

### Monumento alla Battaglia delle Nazioni/FORUM 1813

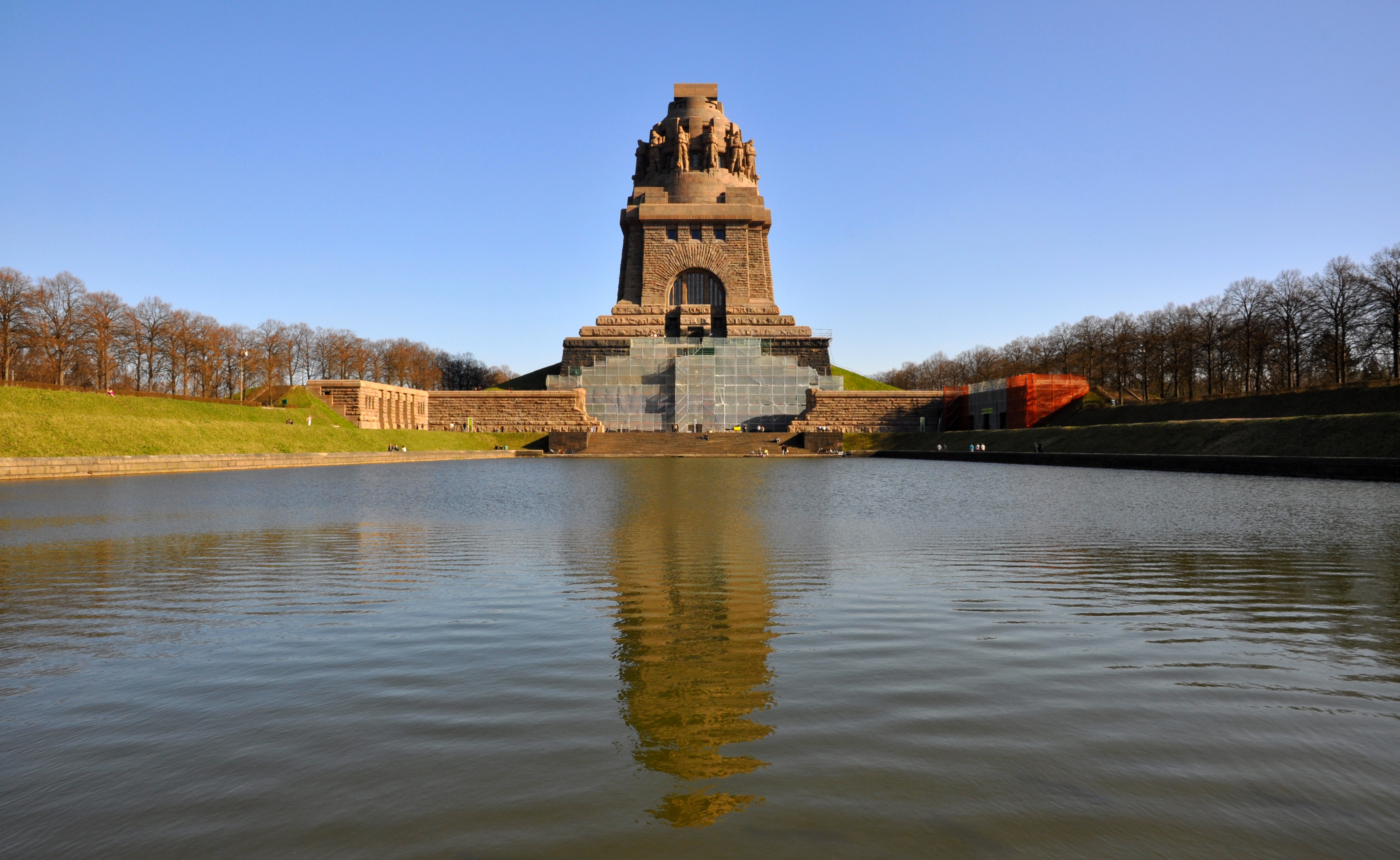
Memoriale alle vittime della Battaglia delle Nazioni

Ci sono un totale di tre piattaforme di osservazione al Völkerschlachtdenkmal. La prima si trova sotto l'ingresso all'interno del monumento. La piattaforma panoramica centrale a 57 metri di altezza e quella alla sommità, a 91 metri, possono essere raggiunte tramite ascensori. La sommità può essere raggiunta anche utilizzando un totale di 500 gradini.
Nella cripta del memoriale alle vittime della Battaglia delle Nazioni sono ricordate le vittime della Battaglia con una lastra tombale in bronzo incastonata nel pavimento e decorata con una corona. Inoltre, qui si svolgono regolarmente eventi culturali, principalmente concerti. Nella Hall of fame del livello superiore, con le quattro statue, alte circa 9,5 metri, dei guardiani dei morti, c'è una mostra attraverso la storia architettonica del Völkerschlachtdenkmal.
La sala espositiva FORUM 1813, inaugurata nel 1999 nell'ex Bauhütte des Monuments, si trova nell'annesso a destra del Völkerschlachtdenkmal e tratta della storia del Völkerschlacht. Si concentra sul mondo delle persone dalla Rivoluzione francese alla fine delle Guerre di Liberazione. La mostra mette in luce, tra l'altro, l'eco della Rivoluzione francese in Sassonia, gli effetti dell'alleanza con Napoleone sulla vita quotidiana a Lipsia e l'ancora di salvezza della città, la fiera. Un diorama ricrea il campo di battaglia in scala 1:72. È stato ricostruito un razzo incendiario con un telaio di lancio simile a una scala. Nell'ottobre 1813 sparò a Paunsdorf e diede fuoco al villaggio.
Il centro servizi e visite del complesso edilizio si trova di fronte al FORUM 1813 a sinistra davanti al Völkerschlachtdenkmal.

### Casa di Schiller

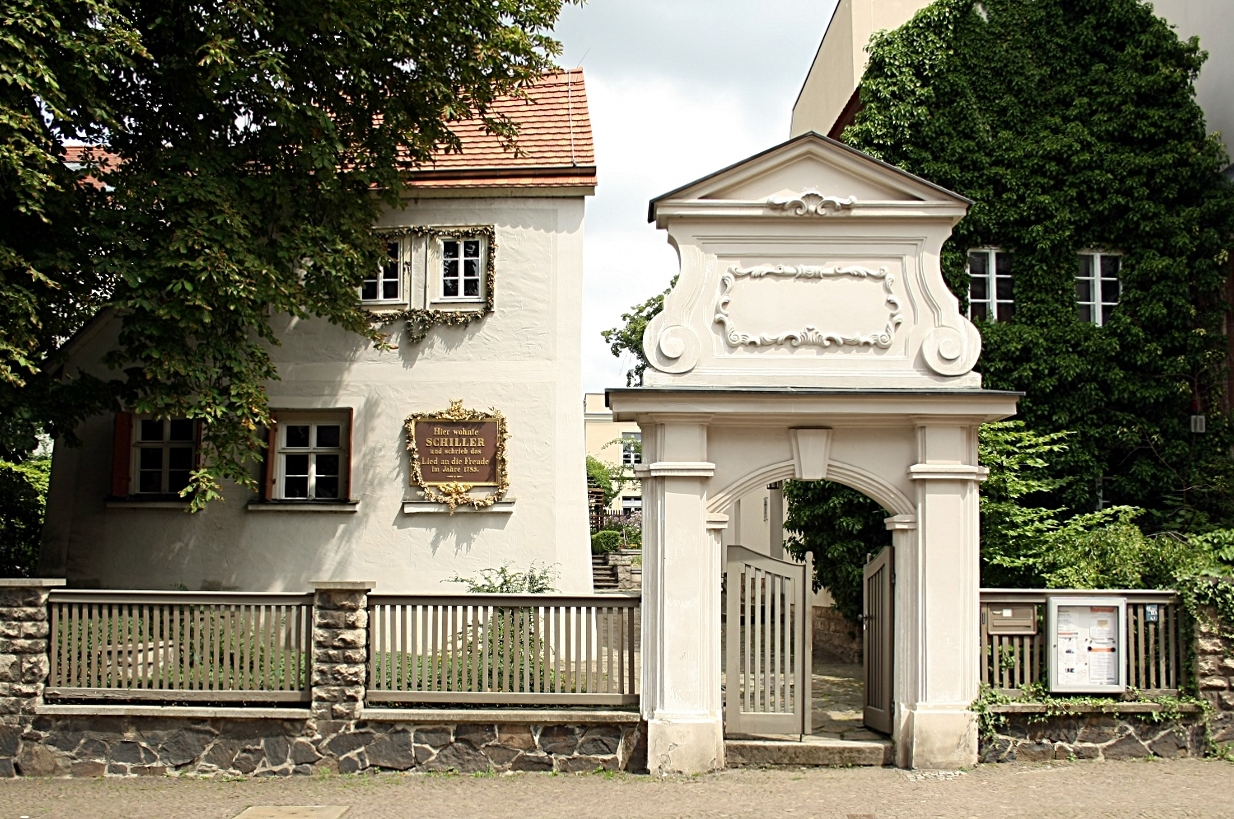
Schiller House (Lipsia)

La più antica fattoria conservata di Lipsia, costruita nel 1717, è stata riaperta nel 1998 dopo ampi lavori di restauro e manutenzione. Nelle sale dall'aspetto rurale, composte da Göschenzimmer, Bauernstube, Schillerstube, camera da letto e cucina, ci sono singole aree espositive più piccole sui temi:
- Friedrich Schiller e Lipsia
- Lipsia e Gohlis intorno al 1785 (con un modello del villaggio di Gohlis)
- Storia della Casa Schiller
- il Lipsia Schiller Club

Di fronte alla Schillerhaus, sull'originario cortile a tre lati si trova la casa del castellano, che un tempo era utilizzata come magazzino e stalla, e ora ospita un negozio del museo e strutture amministrative. Sul retro dell'area c'è un orto contadino progettato secondo un modello storico. Nell'area della Schillerhaus si svolgono tutto l'anno letture e spettacoli teatrali.

### Vecchia Borsa

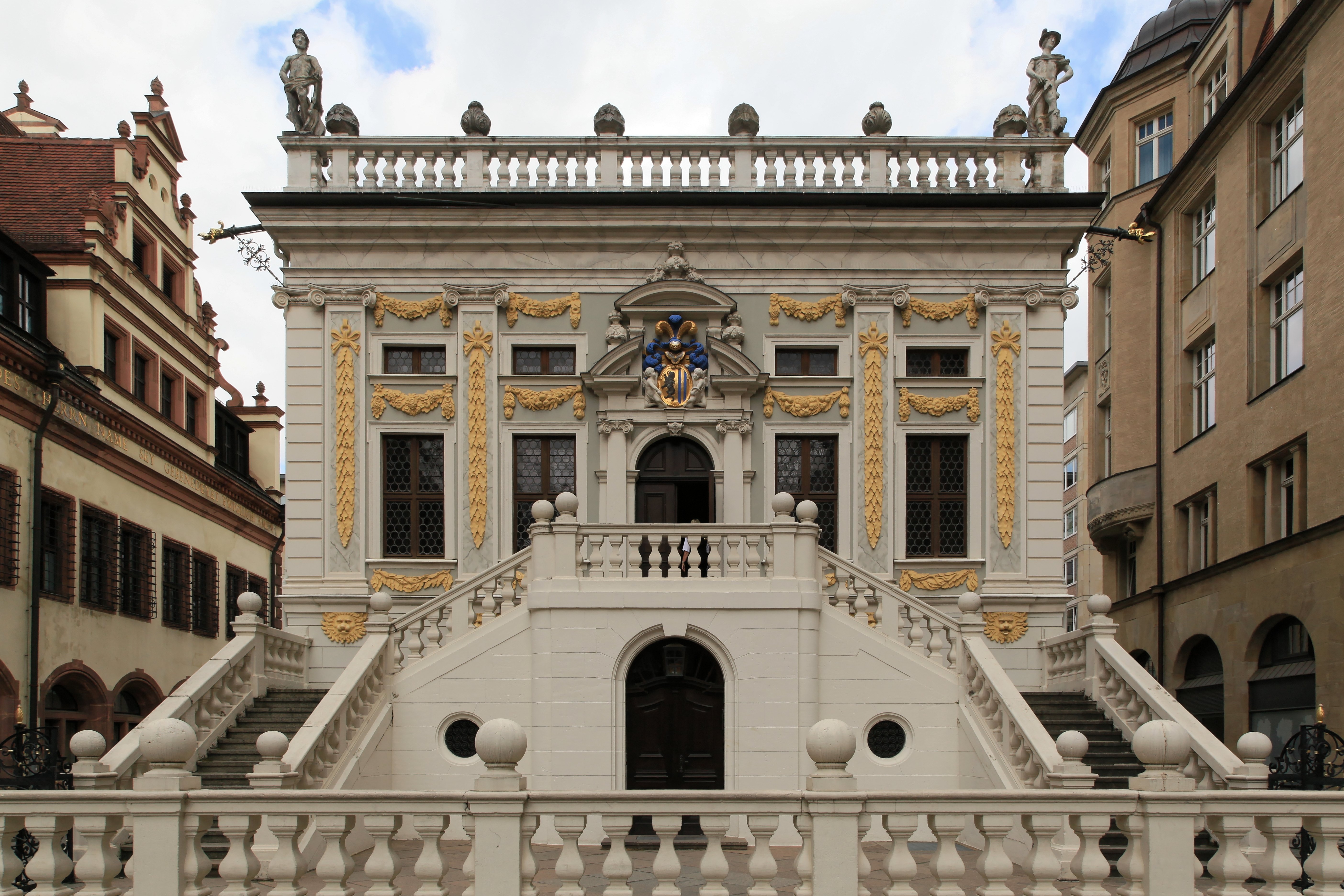
Vecchia Borsa (Lipsia)

La Vecchia Borsa, che è stata completata nel 1687 per le riunioni dei mercanti di Lipsia (presunto costruttore: Johann Georg Starcke) è uno degli edifici barocchi più antichi della città ed è utilizzata per vari eventi culturali.

### All'albero del caffè arabo

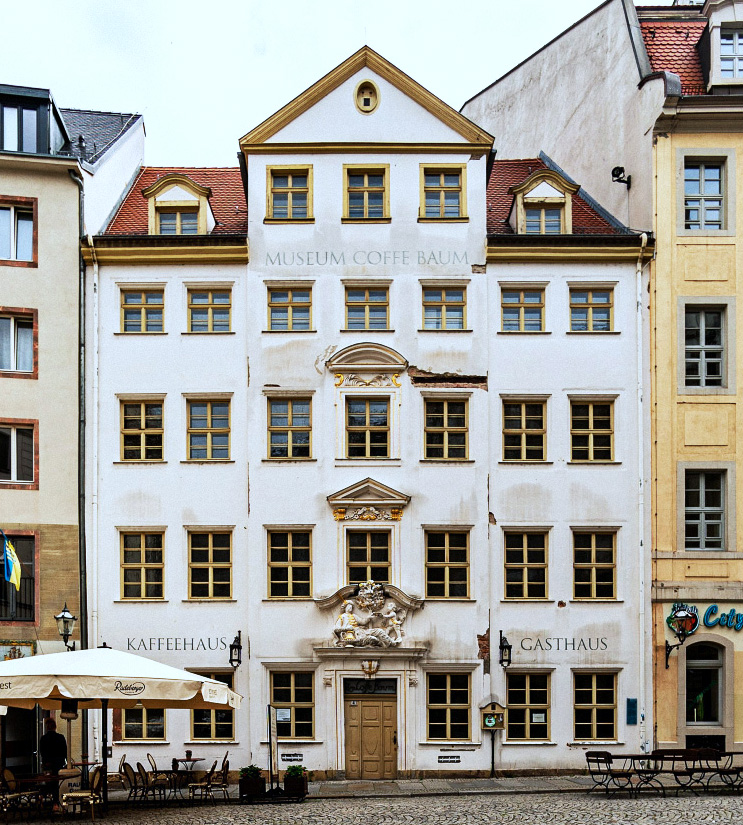
All'albero del caffè arabo

Il museo, aperto nel 1999 ed accessibile gratuitamente, mostra la storia culturale del caffè su più piani dell'edificio, menzionato per la prima volta nel 1556, con un focus sulla Sassonia. Ci sono prove che il caffè sia stato servito qui dal 1711, il che lo rende uno dei caffè più antichi d'Europa. Il museo è chiuso per lavori di ristrutturazione dal 2019.

### Museo dello sport
L'area espositiva del Museo dello sport, inaugurato nel 1977 nella facciata dello Stadio Centrale, è chiusa dal 1991, ma continua a funzionare come centro di raccolta e documentazione con archivio e biblioteca (indirizzo attuale: Sportforum 10).
- Vecchio municipio
- Schiller House
- All'albero del caffè arabo
- Vecchia Borsa
- Monumento alla Battaglia delle Nazioni
- Museo dello sport